# Confédération paysanne
La Confédération paysanne (« Conf' ») est un syndicat agricole français. Elle est membre fondateur de la coordination paysanne européenne, de Via Campesina et d'Attac.
La Confédération est classée à gauche. C'est le deuxième syndicat agricole français, au coude à coude avec la Coordination rurale, tous deux ayant obtenu environ 20 % des voix aux élections aux chambres d'agriculture en 2019, loin derrière le premier, la Fédération nationale des syndicats d'exploitants agricoles (FNSEA), qui totalise 55 % sur des listes communes avec le syndicat Jeunes agriculteurs,,.

## Histoire

### Naissance
Au mois de juillet 1986, la Confédération nationale des syndicats de travailleurs paysans (CNSTP) et la Fédération nationale des syndicats paysans (FNSP) perturbent ensemble une conférence de François Guillaume, ministre de l'Agriculture et qui n'est plus président de la FNSEA, pour faire valoir leurs revendications. De cet évènement va émerger l'idée d'unir les deux syndicats paysans, malgré leurs cultures syndicales jugées différentes.
Durant l'hiver 1986, la CNSTP et la FNSP organisent des « Assises paysannes » réunissant 15 000 paysans sur l'ensemble du territoire national, suivies par une réunion de 500 délégués à Bondy issues de 70 départements ; les Assises avaient « pour objectif de donner un espace d'expression aux paysans opposés à la politique agricole productiviste » de la FNSEA.
La Confédération paysanne voit le jour le 18 avril 1987.

### Premiers pas du syndicat (1987-1995)
Jusqu'à la naissance de la Coordination rurale en 1992, la Confédération paysanne sera l'alternative à la cogestion JA-FNSEA dans le monde agricole. La Conf' va axer ses combats sur l'Agriculture paysanne dès ses débuts, sur sa reconnaissance dans les instances décisionnelles et sur la réforme de la Politique agricole commune (PAC).
En 1987, la toute nouvelle Confédération paysanne mène une action symbolique de labour de la pelouse du Champ de Mars au pied de la tour Eiffel « pour manifester son refus du gel des terres imposé par Bruxelles et exprimer ses revendications pour une agriculture non-intensive ».
Les 15 et 16 décembre, le premier Congrès de la Confédération paysanne est organisé à Rennes, réunissant quelques centaines de membres. En plus de désigner un secrétariat national, le congrès organise une marche sur Paris pour mars 1988. Cette marche rassemble 1 500 paysans et 45 chars venus de plusieurs villes.
En 1988, La Confédération co-organise une manifestation avec l'Association nationale des maires ruraux, réunissant paysans et 600 maires sous le mot « Des paysans nombreux pour des campagnes vivantes ».
Lors des élections aux Chambres d'agriculture en 1989, la Confédération paysanne obtient 18,6 % des suffrages et est présente dans 75 départements.
Quelques mois avant le 67e congrès du Parti socialiste, la Confédération paysanne organise plusieurs occupations de permanences du parti et lance même un ultimatum « fixé fin février avec menace de grève de la faim des membres du secrétariat national » du syndicat devant le congrès du parti. Quelques semaines avant le congrès, Henri Nallet, ministre de l'Agriculture, publie un décret sur la représentativité des syndicats agricoles,.
Entre septembre 1990 et février 1991, plus de 35 fédérations départementales tiennent des « fermes de l'avenir », notamment en ville, pour interpeller la population sur les difficultés du monde agricole.
En septembre 1991, la Confédération paysanne organise ses journées d'été sur le thème de la réforme de la PAC de 1992.
Durant l'automne 1992, la Confédération paysanne mène une action d'occupation du Jardin du Luxembourg et du ministère des Finances à Bercy pour réclamer « une aide à l'herbe identique à celle octroyée au maïs-fourrage ».
La même année, le syndicat agricole se prononce contre le projet d'élevage de l'entreprise allemande Pohlmann, qui prévoit de construire une ferme de plus de 5,6 millions de poules à Fère-Champenoise dans la Marne. Selon la Confédération, la production à terme de cette ferme industrielle représenterait « 14 % de la production avicole française ». En avril, le syndicat mène une action consistant à vider les bureaux de Pohlmann à Fère-Champenoise et à décorer les façades de plumes,,.
En mai 1993, la Confédération organise une marche de Fère-Champenoise à Bruxelles (la marche Pohlmann-Bruxelles) afin d'interpeller la Commission européenne « pour aller vers une limitation de la taille des ateliers, cette fois au niveau européen ». Le 21 juin de la même année, le préfet de la Marne pose un refus au projet de l'entreprise Pohlmann.
Lors des élections aux Chambres d'agriculture en 1995, la Confédération paysanne obtient 20 % des suffrages. Le syndicat est présent dans 81 départements, dont trois départements d'outre-mer et gagne la Chambre d'agriculture du Finistère. Le syndicat axe sa campagne électorale sur le slogan « Trois fermes valent mieux qu'une grande ».

### Implantation durable du syndicat (1995-2002)
À partir de 1995, le projet de la Confédération paysanne s'affirme durablement dans le paysage agricole. Se définissant dans « une démarche non corporatiste », la Confédération paysanne va participer pleinement à divers mouvements sociaux comme durant les grèves de 1995 et s'investit « contre la mondialisation libérale (dénonciation de l'Accord multilatéral sur l'investissement (AMI) [qui donnera naissance à l'Association pour la taxation des transactions financières et pour l'action citoyenne (Attac)], contestation des orientations libérales de l'Organisation mondiale du commerce ».
En avril 1996 advient en France la crise de la vache folle. En 2007 la Confédération estime qu'à l'époque cette crise « déstabilisa l'agroalimentaire et la FNSEA, et renforça l'audience de la Confédération paysanne auprès des médias et des décideurs politiques ».
Le 12 août 1999, la Confédération paysanne organise le démontage du McDonald's de Millau pour protester contre la « malbouffe » et la taxation de plusieurs produits agricoles français emblématiques par les États-Unis (roquefort, canards gras, moutarde de Dijon, etc.) à la suite du refus de l'Union européenne d'importer du bœuf américain aux hormone de croissance. Cette action met en lumière la Confédération au niveau national et international à travers l'image de José Bové, qui est condamné le 30 juin 2000 à trois mois de prison ferme,.

### Retour de la droite au pouvoir (années 2000)
Avec le retour de la droite au pouvoir aux législatives de 2002, la Confédération paysanne est écartée des discussions avec le gouvernement, la cogestion FNSEA-JA est rétablie. Durant cette période, le syndicat agricole prend toujours plus sa place dans les mouvements sociaux, notamment altermondialistes.
Confortée depuis la remise en cause de la politique de la FNSEA depuis la crise de la vache folle, la Confédération paysanne obtient 26,8 % des suffrages au niveau national lors des élections aux Chambres d'agricultures en 2001.
En 2003, la Confédération paysanne participe à l'organisation d'une grande manifestation au Larzac, trente ans après le premier rassemblement de la lutte du Larzac, cette manifestation rassemble entre 200 000 et 300 000 participants selon les organisateurs.
En 2005, la Confédération paysanne se positionne contre la constitution européenne dans le cadre du référendum sur le traité établissant une Constitution pour l'Europe. Après les résultats, le syndicat considère « avoir grandement contribué à la victoire du « non », évaluant à 70 % le nombre d'agriculteurs ayant voté « contre la Constitution et non contre l'Europe ».
En 2008, dans le cadre de la réforme de la PAC, la Confédération paysanne négocie et (en tant que membre de la Via Campesina) organise une manifestation à Bruxelles le 26 novembre 2007 permettant d'influer sur la préparation de réforme de la PAC de 2008[source insuffisante].

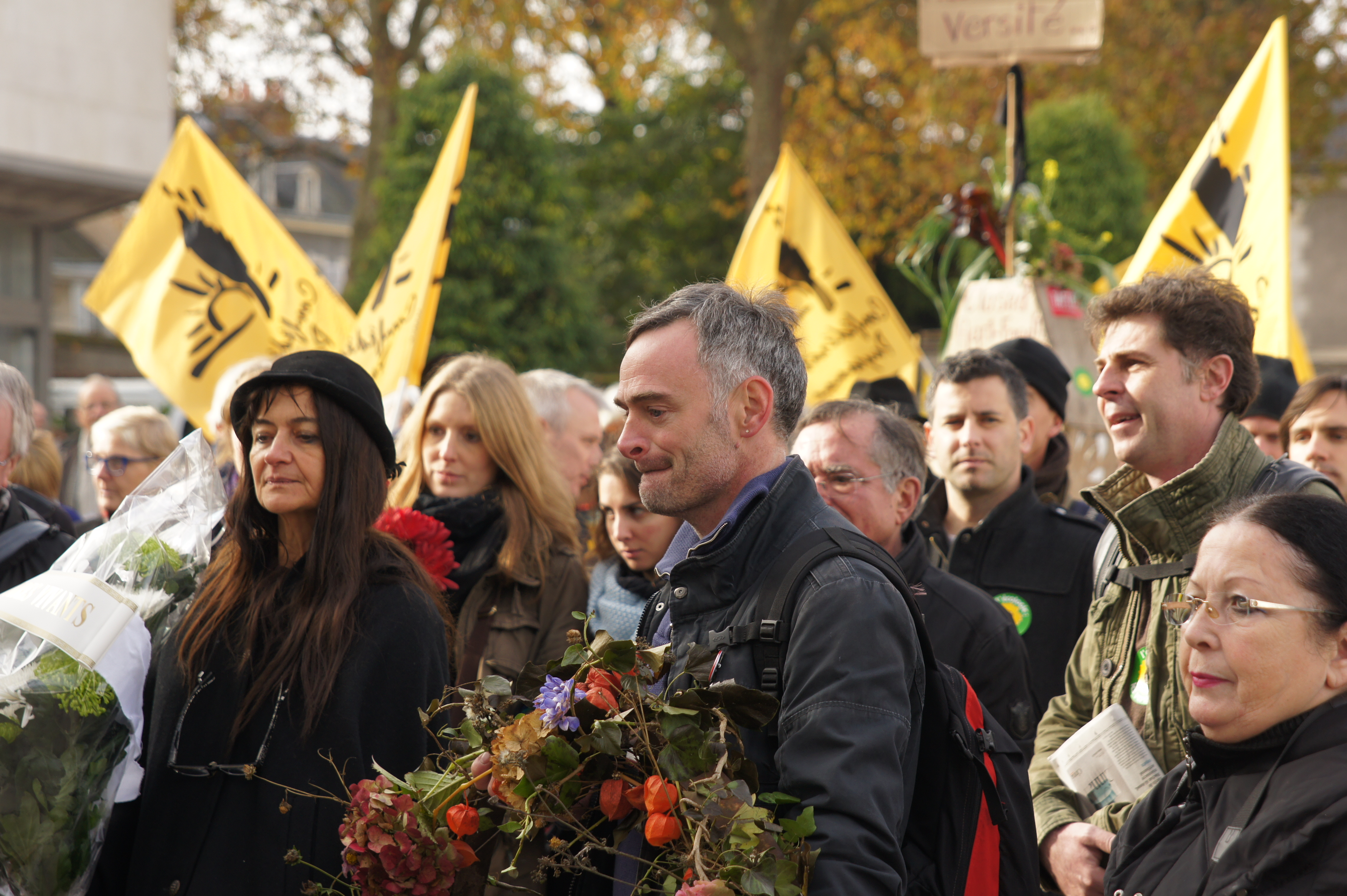
Cérémonie d'"enterrement" de l'agriculture paysanne organisée par la Confédération paysanne, le 20 novembre 2014 pour protester contre l'Open AgriFood.

Lors de la crise laitière de 2009, le syndicat multiplie ses actions en faveur des producteurs de lait. Les actions de la Loire (occupation du centre-ville de Saint-Étienne, grève du lait, blocage de la préfecture, etc.), qui réunissent de très nombreux paysans, permettent de mettre sur la table le problème de la contractualisation dans la production laitière. Depuis la fin de la grève du lait, la Confédération paysanne est le seul syndicat agricole à remettre en cause l'accord du 3 juin sur le prix du lait.

### Années 2010
En 2010, la Confédération occupe le Centre national interprofessionnel de l'économie laitière (Maison du lait à Paris, qui héberge l'interprofession laitière) du 8 septembre au 14 octobre, date à laquelle elle est expulsée par les forces de l'ordre. Elle demandait par cette action un fonctionnement pluraliste, démocratique et transparent des interprofessions, et remettait aussi en cause les cotisations volontaires obligatoires (CVO). Dans le cadre de cette action, trois de ses responsables mènent une grève de la faim complète, pendant 21 jours. La Confédération paysanne devient membre de l'interprofession laitière le 4 mars 2014.
En 2013 et 2014, la Confédération se mobilise contre le projet de ferme des mille vaches dans la Somme. Afin de rendre public le risque que ce genre d'exploitation fait courir au monde agricole, trois actions de démontage/occupation y sont menées (12 septembre, 16 janvier puis 28 mai). Plusieurs militants sont placés en garde à vue à la suite de ces actions, dont le porte-parole Laurent Pinatel par trois fois. Le 28 octobre, neuf militants sont convoqués au tribunal d'Amiens. Ils sont alors condamnés à des peines allant de 300 euros d'amende pour refus de prélèvement ADN à cinq mois de prison avec sursis (Laurent Pinatel) pour dégradation en réunion. En appel, les neuf militants ont vu leurs peines allégées (amendes avec sursis au lieu de prison et dispense de peine pour les ADN seuls). Dans son délibéré, le juge considère que ces militants sont des « lanceurs d'alerte ».
En 2017, un militant et co-porte-parole départemental, Jérôme Laronze, est abattu par des gendarmes.
En 2018, elle organise une manifestation à l'encontre des investisseurs chinois achetant des centaines d'hectares de terre en France.
En 2019, la Confédération, se basant sur les travaux de Maxime Renahy,, accuse Lactalis d'évasion fiscale, d'avoir mis en place un système de refacturation complexe à l'intérieur de l'entreprise et d'avoir pratiqué des achats fictifs d'action. Elle annonce qu'elle va saisir le Parquet national financier, ce qu'elle ne fait finalement pas. En revanche, elle assigne Lactalis devant le tribunal de commerce pour obtenir la publication des comptes de la société.
La même année, elle s'oppose à l'accord de libre-échange entre le Mercosur et l'Union européenne tout comme d'autres syndicats agricoles.

### Années 2020
En mars 2020, la Confédération appelle à se mobiliser contre le projet de réforme des retraites.
En mars 2023, elle s'engage dans le mouvement d'opposition aux méga-bassines de Sainte-Soline dans les Deux-Sèvres et participe à l'organisation le 25 mars d'une manifestation interdite par la préfecture qui entraînera de violents affrontements entre forces de l'ordre et manifestants ainsi que de nombreux blessés. Un procès est ouvert à l'encontre de neufs militants issus du mouvement Bassines non merci, du collectif Les Soulèvements de la Terre, de la Confédération paysanne, de la CGT et de Solidaires 79. Le 28 novembre 2023, le parquet requiert des peines allant de six à douze mois de prison avec sursis contre certains prévenus. Benoit Jaunet et Nicolas Girod de la Confédération paysanne risquent de leur côté 1 500 euros d’amende. L'avocat de ce dernier fait valoir « l’état de nécessité » : « Le réchauffement climatique est un péril imminent. Ce péril a une conséquence directe sur l’eau […] Quelles sont les solutions ? Celles proposées par la Coop de l’eau ? […] Il y a un besoin des gens pour freiner cette voiture qui fonce vers l'enfer climatique ». Le tribunal correctionnel de Niort rend sa décision le 17 janvier 2024. Trois manifestants (des collectifs Bassines non merci et Les Soulèvements de la Terre) sont finalement condamnés à des peines d’emprisonnement avec sursis.
Lors du Mouvement des agriculteurs de 2024 en France, la Confédération Paysanne appelle à rejoindre les manifestations et blocages tout en soulignant qu'elle ne partage pas les revendications de la FNSEA,. Malgré les annonces de Gabriel Attal du 1er février 2024 et le retrait de la FNSEA et de la Coordination rurale de la lutte, la Confédération Paysanne maintient ses actions jugeant qu'aucune de ses propositions n'avait été retenue. Les derniers blocages du syndicat ont été finalement évacués par les forces de l'ordre le 3 février la Confédération Paysanne annonce continuer la lutte pour un revenu paysan par d'autres modes d'actions,,.
Le 17 mars 2025, Pierre Alessandri, secrétaire général de la Via Campagnola, syndicat corse affilié à la Confédération paysanne, est assassiné sur son exploitation. Producteur d'agrumes et d'huiles essentielles depuis 1993 à Sarrola-Carcopino dans la région d’Ajaccio, il était un syndicaliste engagé qui dénonçait les dérives mafieuses de l'agriculture corse, notamment la spéculation foncière et le détournement des aides de la PAC entre 2015 et 2020,,.

## Organisation

### Au niveau départemental et régional
Le Confédération paysanne fonctionne par syndicats départementaux ou interdépartementaux ayant 1 ou 2 porte-paroles.

### Au niveau national
Le syndicat s’organise en Congrès avec l'ensemble des porte-paroles départementaux. Ce Congrès se réunissant tous les deux ans a pour but de décider de l'orientation de la Confédération et d'élire les membres du Comité national.
Le Comité national nomme des représentants au Conseil supérieur d'orientation, au Conseil national de l'alimentation, à FranceAgriMer et au Conseil économique, social et environnemental.
Le Secrétariat national est l'organe exécutif du syndicat. Il doit mettre en œuvre les décisions qui ont été prises par le Comité national. Le Secrétariat est composé du porte-parole, du secrétaire général, du trésorier, ainsi que d'autres secrétaires nationaux.

### Les Ami·e·s de la Confédération Paysanne
La Confédération paysanne s'appuie une association « Les Ami·e·s de la Conf' » qui se compose de plusieurs groupes locaux présents sur l'ensemble du territoire français. Cette association née en 2003 lors du rassemblement au Larzac pour soutenir le syndicat agricole revendique 1 100 adhérents en 2019. Elle est composée de citoyens qui souhaitent défendre l'agriculture paysanne.

## Les porte-parole

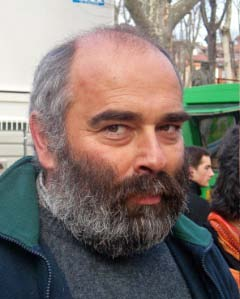
Jean-Émile Sanchez, ancien porte-parole.

- Yves Manguy (agriculteur céréalier et éleveur porcin - Charente 17) de 1987 à 1989
- Guy Le Fur (éleveur porcin - Finistère 29) de 1989 à 1991[50]
- Gabriel Dewalle (maraicher - Nord 59) de 1992 à 1994
- François Dufour (éleveur de vaches laitières - Manche 50) de 1995 à avril 2000
- José Bové (éleveur de brebis - Aveyron 12), d'avril 2000 à avril 2004
- Patrice Vidieu (éleveur de chèvres- Lot 46), d'avril 2000 à 2001
- René Louail (agriculteur céréalier - Côtes d'Armor 22) d'avril 2000 à 2002
- Christian Boisgontier (producteur laitier et cidricole - Orne 61) en 2001 et 2002
- Nicolas Duntze (viticulteur - Gard 30) en 2002 et 2003
- Brigitte Allain (viticultrice - Dordogne 24) de 2003 jusqu'en avril 2005
- Jean-Émile Sanchez (éleveur de brebis - Aveyron 12) est élu le 8 avril 2004, lors du 10e congrès de la Confédération qui s'est déroulé à Strasbourg, pour un an
- Gérard Durand (éleveur laitier en Loire-Atlantique 44, qui a démissionné le 2 février 2007) et Régis Hochart (agriculteur céréalier - Tarn-et-Garonne 82), élus le 22 juin 2005 lors du congrès de Die, puis réélus le 20 avril 2006 à l'assemblée générale de Bagnolet
- Philippe Collin (polyculteur-éleveur - Yonne 89) élu après le congrès de Saint-Étienne d'avril 2009 puis réélu à celui de Lille en 2011
- Laurent Pinatel (producteur de lait - Loire 42) élu après le congrès de Nevers en avril 2013, réélu à Saint-Jean-Pied-de-Port (avril 2015) puis au congrès de Muzillac (avril 2017)
- Nicolas Girod (producteur de lait à comté - Jura 39), élu en mai 2019 à la suite du congrès de Tours d'avril 2019[51] et réélu au congrès de Velanne en 2021
- Laurence Marandola (productrice de pommes et éleveuse de lamas - Ariège 09[52]) à la suite du congrès de 2023 à Vicq sur Breuilh.
- Stéphane Galais (éleveur de vaches bretonnes pie noir, transformation fromage et maraîchage et comportementaliste équin/bovin - en Ille-et-Vilaine 35), Thomas Gibert (maraîcher sur une ferme collective : légumes, viande de bœuf, fromage de chèvre et de vache, pain et bière – en Haute-Vienne 87), Fanny Métrat (éleveuse d'ovins pastorale et châtaignes - Ardèche 07), élues en 2025[53].

## Objectifs et revendications
La Confédération paysanne milite pour une agriculture paysanne, respectueuse de l'environnement, de l'emploi agricole et de la qualité des produits. Avec le réseau Via Campesina, elle se bat pour une reconnaissance du droit à la souveraineté alimentaire.
Avec cette revendication et sa participation aux forums sociaux, la Confédération paysanne est également un acteur important au sein du mouvement social. Le syndicat est solidaire avec les paysans du monde entier face aux multinationales de l'agro-alimentaire. Il milite pour une meilleure répartition des subventions agricoles, pour que celles-ci ne soient plus données en majorité aux « agri-managers », pour un plafonnement par actif et depuis des années pour une régulation des marchés, seule solution, selon elle, pour permettre une formation du revenu des producteurs par les prix.
La Confédération paysanne milite avant tout pour que l'ensemble des paysans ait droit à un revenu décent, dans des conditions de travail acceptables, pour des paysans nombreux dans une campagne vivante.

### Revendications
- Une régulation des marchés, avec un dispositif de gestion collective des volumes et un arbitrage des pouvoirs publics[54],
- L’interdiction de vente à perte,
- Le droit au revenu pour tous les agriculteurs,
- Le plafonnement des subventions par actif,
- Un fonctionnement pluraliste, démocratique et transparent des interprofessions,
- La souveraineté alimentaire,
- Une sécurité sociale de l'alimentation,
- Contre l'industrialisation de l'agriculture,
- Contre la brevetabilité du vivant,
- Contre la réintroduction de grands prédateurs dans les montagnes[55],[56],[57],
- Contre la bétonisation des terres agricoles (aéroport du Grand Ouest, Avalonys…).

## Activités

### Publication
La Confédération édite un mensuel, Campagnes solidaires. Ce mensuel a vu le jour en septembre 1987, quelques mois après la création du syndicat.

### Lobbying
La Confédération paysanne mène ponctuellement des actions de représentation d'intérêts sur différentes thématiques touchant à l'agriculture.
Elle est inscrite depuis décembre 2018 sur le registre de la Haute Autorité pour la transparence de la vie publique et déclare exercer en 2018 des activités de représentation d'intérêts en France pour un montant compris entre 100 000 et 200 000 euros.
Elle participe à la fédération Nature et progrès ainsi qu'à Via Campesina Europe.

## Représentativité électorale
La Confédération Paysanne se présente aux élections par les exploitants de leurs représentants dans les Chambres d’agriculture, acteurs principaux des chambres d'agriculture, qui ont lieu tous les six ans, à partir des années 1980 et perce en 1989, en obtenant 18,2 % des voix contre 12 % en 1983 pour les deux organisations qui ont fusionné afin de la créer, la Confédération nationale des syndicats de travailleurs paysans (CNSTP, 7 % des voix) et la Fédération nationale des syndicats paysans (FNSP, 5 % des voix),,, puis obtient son meilleur score en 2001, montant à 27 % des voix, deux percées successives qui doivent beaucoup au déclin du Modef, proche du parti communiste, dont la représentativité est passée de 1983 à 2001 de 9,8 % à 2,9 %.
En 2007, la Confédération Paysanne revient à 19,63 % des suffrages au niveau national, restant le deuxième syndicat derrière la FNSEA, tandis qu'un troisième syndicat, la Coordination rurale se hisse progressivement au même niveau.
La Confédération Paysanne est à la tête de la Chambre d'agriculture de La Réunion[source insuffisante].
En 2013, la Confédération obtient 18,54 % des suffrages et arrive en tête dans le Puy-de-Dôme (en union avec la Coordination rurale) et à La Réunion. Mais elle est dépassée pour la première fois par la Coordination Rurale qui obtient au niveau national 20,49 % des voix.
En 2019, la Confédération obtient 20,04 % des suffrages au niveau national et arrive en tête à Mayotte. À ces mêmes élections, alors qu'à l'annonce des résultats le 6 février la Confédération arrive en tête en Loire-Atlantique avec deux voix d'avance sur la coalition FNSEA 44 - JA 44, ces deux syndicats intentent un recours compte tenu d'un message posté sur Facebook par la Confédération paysanne la veille du scrutin, en violation des dispositions prévues par le code rural. L'élection est alors annulée et une nouvelle élection organisée : la Confédération paysanne obtient 38,2 %, en deuxième position derrière la liste commune FNSEA-JA (48,6 %).
La Confédération paysanne est présente dans 94 des départements français, régions ultra-marines comprises.

## Relations avec les autres syndicats
À l’époque de la reconnaissance de la Confédération comme un syndicat agricole habilité à siéger au sein des instances décisionnelles, elle est accusée par les quatre grandes organisations syndicales d’alors de mettre à mal « l'unité » du syndicalisme ; la FNSEA « va jusqu'à menacer de rompre toute relation avec le gouvernement et refuse d'être reçue en même temps que la Confédération paysanne ».

## Organisations proches
- Via Campesina, mouvement international paysan représentant 182 organisations dont la Confédération paysanne et le Mouvement de défense des exploitants familiaux,
- Coordination européenne Via Campesina, membre régional de la Via Campesina,
- Fadear, fédération française de 60 associations de développement durable et de formation,
- Solidarité Paysans,
- Les Amis de la Confédération paysanne,
- Agriculture paysanne et travailleurs saisonniers migrants.